# Etoheksadiol
Etoheksadiol – organiczny związek chemiczny z grupy dioli. Jest stosowany jako repelent.